# Kim Hyo-joo
Kim Hyo-joo of Hyo Joo Kim (Koreaans: 김효주; Zuid-Korea, 14 juli 1995) is een Zuid-Koreaanse golfprofessional. Ze debuteerde in 2012 op de LPGA of Korea Tour.

## Loopbaan
In de eerste maanden van 2012 was Kim een golfamateur en maakte ze haar debuut op de LPGA of Korea Tour. In april 2012 won ze als amateur het Lotte Mart Women's Open. Halfweg het jaar 2012 verklaarde zichzelf als een golfprofessional. In 2014 won ze drie Koreaanse majors op die tour. Ze won het Korea Women's Open, het Hite Jinro Championship en het KB Financial Star Championship.
In 2014 kwalificeerde Kim via de LPGA of Korea Tour voor The Evian Championship en het is een van de vijf belangrijkste majors bij de vrouwen. Ze won die toernooi en het maakte deel uit van de prestigieuze golftours: de LPGA Tour en de Ladies European Tour. In 2015 maakte ze haar debuut op de LPGA Tour.

## Prestaties
LPGA Tour
| Nr. | Datum             | Toernooi               | Score           | Score | Info |
| --- | ----------------- | ---------------------- | --------------- | ----- | ---- |
| 1   | 14 september 2014 | The Evian Championship | 61-72-72-68=273 | –11   |      |
| 2   | 22 maart 2015     | JTBC Founders Cup      | 65-69-66-67=267 | –21   |      |

Ladies European Tour
| Nr. | Datum             | Toernooi               | Score           | Score | Info |
| --- | ----------------- | ---------------------- | --------------- | ----- | ---- |
| 1   | 14 september 2014 | The Evian Championship | 61-72-72-68=273 | –11   |      |

| major |

LPGA of Korea Tour
| Nr. | Datum            | Toernooi                         | Score           | Score | Info                             |
| --- | ---------------- | -------------------------------- | --------------- | ----- | -------------------------------- |
| 1   | 15 april 2012    | Lotte Mart Women's Open          | 66-67-73-66=272 | –16   | Als amateur                      |
| 2   | 16 december 2012 | Hyundai Motors China Ladies Open | 68-68-69=205    | –11   |                                  |
| 3   | 22 juni 2014     | Kia Motors Korea Women's Open    | 71-71-69-74=285 | –3    |                                  |
| 4   | 6 juli 2014      | Kumho Tire Women's Open          | 667-67-69=203   | –13   |                                  |
| 5   | 3 augustus 2014  | Hanwha Finance Classic           | 69-69-76-69=283 | –5    |                                  |
| 6   | 12 oktober 2014  | Hite Jinro Championship          | 69-73-69-73=284 | –4    | Won de play-off van Lee Jung-min |
| 7   | 26 oktober 2014  | KB Financial Star Championship   | 69-71-67-69=276 | –12   |                                  |
| 8   | 14 december 2014 | Hyundai China Women's Open       | 70-67-65=202    | –14   |                                  |

LPGA of Japan Tour
| Nr. | Datum        | Toernooi            | Score           | Score | Info            |
| --- | ------------ | ------------------- | --------------- | ----- | --------------- |
| 1   | 10 juni 2012 | Suntory Ladies Open | 71-71-68-61=271 | –17   | Als een amateur |

LPGA of Taiwan
| Nr. | Datum             | Toernooi                    | Score        | Score | Info            |
| --- | ----------------- | --------------------------- | ------------ | ----- | --------------- |
| 1   | 13 september 2012 | Swinging Skirts Ladies Open | 69-68-70=207 | –9    | Als een amateur |